# Carolien Spoor
Carolien Spoor, de son vrai nom Carolien Marie Elisabeth Karthaus-Spoor, née le 23 décembre 1987 à La Haye, est une actrice néerlandaise.

## Vie privée
Depuis 2005, elle partage sa vie avec l'acteur, réalisateur et chanteur Jon Karthaus.

## Filmographie

### Cinéma
- 1995 : Antonia et ses filles de Marleen Gorris : Thérèse[3]
- 2008 : Bloedbroeders (nl) d'Arno Dierickx[4]
- 2011 : Claustrophobia de Bobby Boermans[5]
- 2012 : Tricked de Paul Verhoeven : Lieke[6]
- 2014 : England on My Roof de Fatmir Koçi : Suzanna[7]
- 2014 : Tuscan Wedding (en) de Johan Nijenhuis : Dominique[8]
- 2016 : Kamp Holland (nl) de Boris Paval Conen : Frederique Hofman[9]
- 2016 : Sneekweek de Martijn Heijne : Merel
- 2017 : Bella Donna's de Jon Karthaus : Jasmijn

### Téléfilms
- 2005-2007 : Goede tijden, slechte tijden : Florien Fischer
- 2012 : Who's in who's out : Sanne van Vliet
- 2012-2013 : Lieve Liza (nl) : Kimberly
- 2013 : The Love Boat : Vicki Stubing
- 2013 : De Deal (nl) : Fenna Zielhorst
- 2015 : Zwarte Tulp (nl) : Katinka « Kat » Vonk-Schaeffer
- 2017 : Brussel (nl) : Nadja de Geer
- 2017 : Flikken Rotterdam (nl) : Kiki Ruijters